# Fußball-Europameisterschaft der Frauen 2005/Deutschland
Dieser Artikel behandelt die deutsche Fußballnationalmannschaft der Frauen bei der Fußball-Europameisterschaft der Frauen 2005 in England.

## Qualifikation
Die deutsche Mannschaft startete als aktueller Weltmeister und Titelverteidiger in die Qualifikation und konnte alle seine Spiele gewinnen.
| Deutschland | - | Schottland  | 5:0 (2:0)  |
| Ukraine     | - | Deutschland | 1:3 (1:1)  |
| Deutschland | - | Tschechien  | 4:0 (1:0)  |
| Deutschland | - | Portugal    | 13:0 (2:0) |
| Portugal    | - | Deutschland | 0:11 (0:4) |
| Deutschland | - | Ukraine     | 6:0 (3:0)  |
| Schottland  | - | Deutschland | 1:3 (0:1)  |
| Tschechien  | - | Deutschland | 0:5 (0:1)  |

## Aufgebot
| Nr.                    | Name                                  | Verein vor EM-Beginn   | Geburtstag    | Spiele        | Tore          |               |               |               |
| Torhüterinnen          | Torhüterinnen                         | Torhüterinnen          | Torhüterinnen | Torhüterinnen | Torhüterinnen | Torhüterinnen | Torhüterinnen | Torhüterinnen |
| ---------------------- | ------------------------------------- | ---------------------- | ------------- | ------------- | ------------- | ------------- | ------------- | ------------- |
| 01                     | Silke Rottenberg                      | FCR 2001 Duisburg      | 25.01.1972    | 5             | 0             | 0             | 0             | 0             |
| 15                     | Nadine Angerer                        | 1. FFC Turbine Potsdam | 10.11.1978    | 0             | 0             | 0             | 0             | 0             |
| 12                     | Ursula Holl                           | FSV Frankfurt          | 26.06.1982    | 0             | 0             | 0             | 0             | 0             |
| Abwehrspielerinnen     |                                       |                        |               |               |               |               |               |               |
| 03                     | Sonja Fuss                            | 1. FFC Turbine Potsdam | 05.11.1978    | 2             | 0             | 0             | 0             | 0             |
| 04                     | Steffi Jones                          | 1. FFC Frankfurt       | 22.12.1972    | 5             | 1             | 0             | 0             | 0             |
| 05                     | Sarah Günther                         | Hamburger SV           | 25.01.1983    | 2             | 0             | 0             | 0             | 0             |
| 17                     | Ariane Hingst                         | 1. FFC Turbine Potsdam | 25.07.1979    | 5             | 0             | 0             | 0             | 0             |
| 13                     | Sandra Minnert                        | SC 07 Bad Neuenahr     | 07.04.1973    | 5             | 1             | 0             | 0             | 0             |
| 02                     | Kerstin Stegemann                     | FFC Heike Rheine       | 29.09.1977    | 2             | 0             | 0             | 0             | 0             |
| Mittelfeldspielerinnen |                                       |                        |               |               |               |               |               |               |
| 14                     | Britta Carlson                        | 1. FFC Turbine Potsdam | 03.03.1978    | 5             | 0             | 0             | 0             | 0             |
| 18                     | Kerstin Garefrekes                    | 1. FFC Frankfurt       | 04.09.1979    | 5             | 0             | 0             | 0             | 0             |
| 10                     | Renate Lingor                         | 1. FFC Frankfurt       | 11.10.1975    | 5             | 2             | 0             | 0             | 1             |
| 19                     | Navina Omilade                        | 1. FFC Turbine Potsdam | 03.11.1981    | 2             | 0             | 0             | 0             | 1             |
| 16                     | Conny Pohlers                         | 1. FFC Turbine Potsdam | 16.11.1978    | 5             | 3             | 0             | 0             | 1             |
| 07                     | Pia Wunderlich                        | 1. FFC Frankfurt       | 26.01.1975    | 1             | 0             | 0             | 0             | 0             |
| Angreiferinnen         |                                       |                        |               |               |               |               |               |               |
| 06                     | Inka Grings                           | FCR 2001 Duisburg      | 31.10.1978    | 5             | 4             | 0             | 0             | 0             |
| 11                     | Anja Mittag                           | 1. FFC Turbine Potsdam | 16.05.1985    | 5             | 1             | 0             | 0             | 0             |
| 09                     | Birgit Prinz                          | 1. FFC Frankfurt       | 25.10.1977    | 4             | 3             | 0             | 0             | 0             |
| 08                     | Sandra Smisek                         | FSV Frankfurt          | 03.07.1977    | 4             | 0             | 0             | 0             | 0             |
| 20                     | Petra Wimbersky                       | 1. FFC Turbine Potsdam | 09.11.1982    | 4             | 0             | 0             | 0             | 0             |
| Trainer                |                                       |                        |               |               |               |               |               |               |
|                        | Tina Theune-Meyer (Nationaltrainerin) |                        | 04.11.1953    |               |               |               |               |               |
|                        | Silvia Neid (Kotrainerin)             |                        | 02.05.1964    |               |               |               |               |               |

## Die Spiele

### Gruppenphase

#### Deutschland –Norwegen 1:0 (0:0)
Das erste Spiel der deutschen Fußballnationalmannschaft der Frauen endete vor 1500 Zuschauern 1:0 gegen Norwegen. Die Mannschaft von Deutschlands Nationaltrainerin Tina Theune-Meyer gewann durch das einzige Tor von Conny Pohlers.
Aufstellung: Rottenberg – Stegemann, Hingst, Jones, Minnert – Garefrekes, Lingor, Omilade (62. Carlson), Pohlers (80. Wimbersky) – Mittag, Grings (71. Smisek)
Tore: 1:0 Pohlers (61.)

#### Italien –Deutschland 0:4 (0:2)
Die deutsche Fußballnationalmannschaft der Frauen qualifizierte sich durch ein 4:0 gegen Italien noch vor dem letzten Vorrundenspiel für das Halbfinale. Durch ein frühes Tor der wiedergenesenen Birgit Prinz, und weitere Tore von Conny Pohlers, Steffi Jones und Anja Mittag (Nachschuss eines Handelfmeters) gewann das Team von Trainerin Tina Theune-Meyer verdient. Enttäuschend war auch im zweiten deutschen Spiel die Zuschauerzahl in Preston im Nordwesten von England. Nur 1497 Besucher wollten den amtierenden Welt- und Europameister im Frauenfußball sehen.
Aufstellung: Rottenberg – Stegemann (18. Grings), Hingst, Jones, Minnert – Garefrekes, Carlson, Lingor (61. Wimbersky), Pohlers – Mittag (77. Smisek), Prinz
Tore: 0:1 Prinz (11.); 0:2 Pohlers (18.); 0:3 Jones (55.); 0:4 Mittag (74.)

#### Frankreich –Deutschland 0:3 (0:0)
Die deutsche Mannschaft gewann in Warrington vor 3835 Zuschauern auch das dritte und letzte Vorrundenspiel der EM ohne einen Gegentreffer zu kassieren. Die Damen aus Deutschland erzielten erst spät die Tore durch Inka Grings, Renate Lingor (Foulelfmeter) und Sandra Minnert. Das EM-Spiel war die meiste Zeit auf einem schwachen spielerischem Niveau.
Gegenüber dem Sieg gegen die italienischen Damen begann die Mannschaft ohne die am Innenband im rechten Knie verletzte Stegemann und ohne Carlson. In der ersten Halbzeit war es ein ausgeglichenes Spiel, mit Torchancen auf beiden Seiten. In der zweiten Halbzeit wurde Pia Wunderlich eingewechselt, sie durfte ihr 100. Länderspiel für Deutschland absolvieren. Durch einen herausragenden Schlussspurt der deutschen Mannschaft mit drei Toren in elf Minuten zieht die DFB-Auswahl nun als Gruppenerster mit sechs Punkten und 8:0 Toren ins Halbfinale ein.
Aufstellung: Rottenberg – Garefrekes, Hingst, Jones, Minnert – Omilade, Grings, Lingor (79. Carlson), Pohlers (46. P. Wunderlich) – Mittag (46. Fuss), Prinz
Tore: 1:0 Grings (72.); 2:0 Lingor (77. Foulelfmeter); 3:0 Minnert (83.)

### Finalrunde

#### Halbfinale:Deutschland –Finnland 4:1 (3:1)
Auch das vierte Spiel der Europameisterschaft konnten die deutschen Frauen überzeugend gewinnen. Vor 2785 Besuchern in Preston begann die Mannschaft von Trainerin Tina Theune-Meyer gegen Finnland fulminant, so dass die Partie nach zwölf Minuten mit 3:0 entschieden war. Die unerfahrenen Finninnen, die zum ersten Mal an einer EM teilnahmen, gingen gegen den Favoriten aus Deutschland in den ersten Minuten unter. Durch katastrophale Fehler in den Abwehrreihen der Nordeuropäerinnen wurden alle drei Tore der Deutschen begünstigt. Nur drei Minuten nach dem 3:0 gelang der finnischen Mannschaft der Anschlusstreffer nach einem Eckball. Jedoch kam in der folgenden Zeit kaum mehr Spannung auf, da die deutschen Frauen das Spiel kontrollierten. Nach dem 4:1 durch Stürmerin Birgit Prinz ließen es die Spieler vom Welt- und Europameister ruhig angehen. Sie verpassten es jedoch trotz sehenswerter Kombinationen, den Sieg noch höher zu gestalten.
Aufstellung: Rottenberg – Garefrekes (62. Wimbersky), Hingst, Jones, Minnert – Carlson, Grings, Lingor (75. Günther), Pohlers – Mittag (46. Fuss), Prinz
Tore: 1:0 Grings (3.); 2:0 Pohlers (8.); 3:0 Grings (12.); 3:1 Mustonen (15.); 4:1 Prinz (62.)

#### Finale:Deutschland –Norwegen 3:1 (2:1)
| 19. Juni 2005 | Blackburn | 16.15 Uhr (cet) |

Durch einen verdienten, aber lange Zeit hart umkämpften 3:1-Sieg gegen Norwegen sicherte sich die deutsche Fußballnationalmannschaft der Frauen den sechsten Europameisterschafts-Titel und bescherte der Erfolgstrainerin Tina Theune-Meyer somit einen perfekten Abschluss zu ihrem Rücktritt. Nach einem Doppelschlag durch Inka Grings und Renate Lingor konnten die Norwegerinnen kurz vor der Pause durch Dagny Mellgren auf 1:2 verkürzen, ehe Weltfußballerin Birgit Prinz mit ihrem Tor zum 3:1 für die Entscheidung sorgte.
Aufstellungen:
Deutschland: Rottenberg – Garefrekes, Hingst, Jones, Minnert – Carlson (82. Günther), Grings (68. Smisek), Lingor, Pohlers – Mittag (58. Wimbersky), Prinz
Norwegen: Nordby – Paulsen, Christensen, Stangeland, Rönning (83. Knutsen) – Gulbrandsen, Stensland, Lehn – Mellgren, Klaveness (87. Bjerke), Frantzen (59. Herlovsen)
Tore:
1:0 Grings (21.)
2:0 Lingor (24.)
2:1 Mellgren (40.)
3:1 Prinz (63.)
Schiedsrichter: Ihringova (Slowakei)
Zuschauer: 21.105